# Wera Ignatjewna Muchina

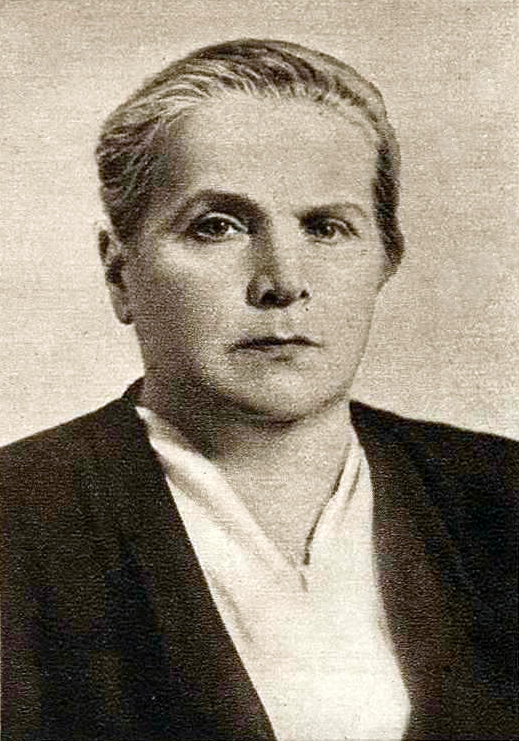
Wera Ignatjewna Muchina, um 1952

Wera Ignatjewna Muchina (russisch Вера Игнатьевна Мухина, wiss. Transliteration Vera Ignat’evna Muchina, lettisch Vera Muhina; * 19. Junijul. / 1. Juli 1889greg. in Riga, Gouvernement Livland, Russisches Kaiserreich; † 6. Oktober 1953 in Moskau) war eine sowjetische Bildhauerin.

## Leben

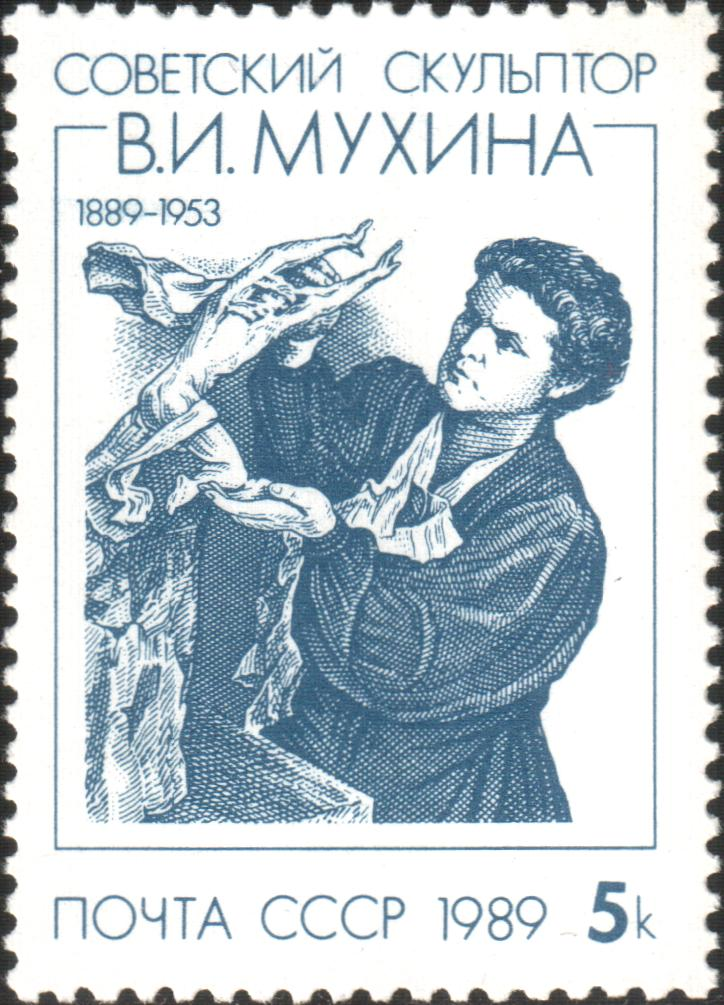
Muchina auf einer sowjetischen Briefmarke

Muchina kam aus einer großbürgerlichen Familie. Sie studierte in Moskau, ging 1912 nach Paris an die Académie de la Grande Chaumière und wurde Schülerin bei Antoine Bourdelle, einem Assistenten Rodins. Danach ging sie nach Italien und studierte dort die Kunst der Renaissance, mit besonderem Blick auf die Bildhauerei. Kurz vor Ausbruch des Ersten Weltkriegs kehrte sie nach Russland zurück, wo sie sich für die Ideen Lenins begeisterte.
Eine der ersten Arbeiten Muchinas trägt den Titel „Die Flamme der Revolution“ (1919).
Die von Lunatscharski, dem Volkskommissar für das Bildungswesen, hoch geschätzte Künstlerin erhielt in den 1930er und 1940er Jahren viele öffentliche Aufträge.
Ihr wohl bekanntestes Werk ist die monumentale Plastik „Arbeiter und Kolchosbäuerin“ aus rostfreiem Stahl, welche 1937 auf der Weltausstellung in Paris den sowjetischen Pavillon krönte. Das mit Hammer und Sichel gen Himmel stürmende heroische Paar war bis 2003 in Moskau (Allrussisches Ausstellungszentrum) allerdings bodennah ausgestellt und wurde nach aufwändiger Restaurierung zu Ende 2009 dort wieder, nun auf höherem Sockel, aufgestellt. Das monumentale Paar dient seit 1947 als Symbol der russischen Filmgesellschaft Mosfilm.
Muchinas Mann Alexei Samkow war Entdecker des Präparats Grawidan, welches angeblich Glücksgefühle hervorrief und welches sie sehr häufig verwendet haben soll.

## Preise und Auszeichnungen

Skulptur „Arbeiter und Kolchosbäuerin“ am Nordeingang des Allrussischen Ausstellungszentrums

- 1941, 1943, 1946, 1951 und 1952: Stalinpreis[3]
- 1943: Volkskünstler der UdSSR (Bildende Künste).
- 1945: Ehrenzeichen der Sowjetunion.